# Eleutherodactylus verruculatus
Espèce
Synonymes
- Phyllobates verruculatus Peters, 1870

Statut de conservation UICN

 DD  : Données insuffisantes
Eleutherodactylus verruculatus est une espèce d'amphibiens de la famille des Eleutherodactylidae.

## Répartition
Cette espèce est endémique de l'État de Veracruz au Mexique. Elle se rencontre à Huatusco de 195 à 900 m d'altitude.

## Publication originale
- Peters, 1870 : Über neue Amphibien (Hemidactylus, Urosaura, Tropidolepisma, Geophis, Uriechis, Scaphiophis, Hoplocephalus, Rana, Entomoglossus, Cystignathus, Hylodes, Arthroleptis, Phyllobates, Cophomantis) des königlichen zoologischen Museums. Monatsberichte der Koniglich Preussischen Akademie Wissenschaften zu Berlin, vol. 1870, p. 641–652 (texte intégral).